# Cizzago
Cizzago (Sizàch in dialetto bresciano) è una frazione del comune bresciano di Comezzano-Cizzago ormai fusa nel centro abitato al cui nome contribuisce.

## Storia
La località è un piccolo villaggio agricolo di antica origine.
Durante la pestilenza del 1630 è tradizione che siano sopravvissuti solo 13 abitanti (più probabilmente 13 tra coloro che si sono contagiati), che per ringraziare la divina misericordia hanno voluto si celebrasse annualmente una messa. Questa celebrazione col tempo è divenuta nota come "festa dei 13 maligni", condita dal disprezzo che i sani nutrivano per i sopravvissuti. Il parroco Callisto Scotti, nella prima metà del ‘900, cercò di cancellarne la memoria sostituendo la messa dei 13 con la festa della Madonna di Lourdes (secondo sabato di maggio).
Cizzago divenne frazione di Trenzano su ordine di Napoleone, ma gli austriaci annullarono la decisione al loro arrivo nel 1815 con il Regno Lombardo-Veneto.
Dopo l'unità d'Italia il paese crebbe da meno di seicento a più di novecento abitanti. Fu il fascismo a decidere la soppressione del comune unendolo a Comezzano.

## Monumenti e luoghi di interesse
- Chiesa del Sacro Cuore di Gesù e San Giorgio
- Chiesa di Santa Maria di Lourdes